# Fermeuse
Fermeuse es un pueblo en la provincia canadiense de Terranova y Labrador. El pueblo tuvo una población de 266 en 2021.
La ciudad está en la parte oriental de la península de Avalon, aproximadamente a 80 kilómetros al sur de la capital de la provicina, San Juan. Al igual que otras comunidades de la provincia, Fermeuse fue utilizada como una estación de pescar en los veranos por los portugueses en el siglo XVI y en los primeros mapas portugueses se la conoce como R. Fermoso y Rio Fremoze.  La pesquería sigue siendo la indsustria más importante para el pueblo, pero en la historia reciente, proyectos como un Centro Marino y un proyecto de energía eólica han creado nuevas oportunidades para los residentes. 

## Demografía
En el censo de población de 2021 realizado por Statistics Canada, Fermeuse tenía una población de 266 personas viviendo en 126 de sus 171 casas. Un cambio de -18.2% desde 2016 cuando tenía una población de 325.